# 白南辰
白南辰（1938年8月15日—），一作白南真，是大韓民國的政治人物，2013年9月17日起被委任為平安南道知事。

## 生平
白南辰中學就讀普成高等學校，後進入成均館大學當法學研究生，同時曾在韓國立法研究所與全國申訴委員會任職。
2013年9月7日，白南辰被大韓民國總統朴槿惠委任為平安南道知事，接替朴庸玉。